# Кампо (Оаза)
Кампо (фр. Campeaux) насеље је и општина у североисточној Француској у региону Пикардија, у департману Оаза која припада префектури Бове.
По подацима из 2011. године у општини је живело 544 становника, а густина насељености је износила 47,47 становника/km². Општина се простире на површини од 11,46 km². Налази се на средњој надморској висини од 200 метара (максималној 222 m, а минималној 174 m).

## Демографија
| 1962. | 1968. | 1975. | 1982. | 1990. | 1999. | 2011. |
| ----- | ----- | ----- | ----- | ----- | ----- | ----- |
| 470   | 474   | 444   | 386   | 432   | 433   | 544   |

График промене броја становника у току последњих година